# Euriphene feronia
Euriphene feronia är en fjärilsart som beskrevs av Otto Staudinger 1891. Euriphene feronia ingår i släktet Euriphene och familjen praktfjärilar. Inga underarter finns listade i Catalogue of Life.